# Opawa (dopływ Bobru)
Opawa – (Mūhl Grabe, Młynówka) potok będący lewym dopływem Bobru w górnym jego biegu, wypływający ze stoków Lasockiego Grzbietu, uchodzący do Bobru w pobliżu zbiornika Bukówka.
Długość potoku to 4,1 km. Przepływa przez wieś Opawę.